# Skrivena Luka
Skrivena Luka falu Horvátországban, Dubrovnik-Neretva megyében. Közigazgatásilag Lastovo községhez tartozik.

## Fekvése
Makarskától légvonalban 63 km-re délre, Lastovotól légvonalban 3, közúton 8 km-re délre, az ublei kompkikötőtől 8 km-re keletre, Lastovo szigetének déli partján, az azonos nevű öbölben fekszik. Itt található a sziget egyetlen kempingje, mely mellett étterem és jachtkikötő is található.

## Története
A település környékén az emberi jelenlét első jele a 12. században épített Szent Ciprián kápolna volt. 1839-ben az osztrák hatóságok a közeli Struga-fokra felépítették a világítótornyot, mely a második ilyen létesítmény lett az országban. Skrivena Luka a sziget újabb települései közé tartozik. Lakosságát csak 1910-ben számlálták meg először önállóan, amikor 18 lakosa volt. 1918. november 11-én megkezdődött Dalmácia Olaszországhoz csatolása. Az 1920. november 12-i rapallói egyezmény Zára térségével együtt olasz kézen hagyta. A II. világháború idején röviddel az 1943-as olasz kapituláció után Tito célul tűzte ki Lastovo elfoglalását és Jugoszláviához csatolta. A háború után a szocialista Jugoszlávia része lett. 1953-ig a sziget olasz lakosságának többsége elhagyta Lastovo területét.
A lakosság számának további csökkenését a horvát ajkú lakosság Ausztráliába és Amerikába történő kitelepülése okozta. Skrivena Luka 1961-re majdnem elnéptelenedett, mindössze három állandó lakosa volt. A háború utáni időszak Lastovot is Vis sorsára juttatta, katonai övezet lett. Ez gazdasági és népességi stagnáláshoz vezetett, viszont lehetővé vált a természeti környezet megőrzése. 1971-től a turizmus fellendülésének köszönhetően újra növekedett az állandó lakossága a településnek. 1988-ban enyhítették a tiltást, mely a külföldi állampolgárok Lastovora történő belépésére vonatkozott. 1991-ben a településen már 20 lakost számláltak. A  független Horvátország megalakulása után a JNA egységei még 1992. május 31-ig a szigeten maradtak. 2006. szeptember 29-én a horvát szábor határozatával megalapították a Lastovoi Természetvédelmi Parkot. 2011-ben a településnek 33 lakosa volt, akik főként a halászatból és a turizmusból éltek.

## Népesség
| Lakosság változása | Lakosság változása | Lakosság változása | Lakosság változása | Lakosság változása | Lakosság változása | Lakosság változása | Lakosság változása | Lakosság változása | Lakosság változása | Lakosság változása | Lakosság változása | Lakosság változása | Lakosság változása | Lakosság változása | Lakosság változása |
| ------------------ | ------------------ | ------------------ | ------------------ | ------------------ | ------------------ | ------------------ | ------------------ | ------------------ | ------------------ | ------------------ | ------------------ | ------------------ | ------------------ | ------------------ | ------------------ |
| 1857               | 1869               | 1880               | 1890               | 1900               | 1910               | 1921               | 1931               | 1948               | 1953               | 1961               | 1971               | 1981               | 1991               | 2001               | 2011               |
| 0                  | 0                  | 0                  | 0                  | 0                  | 18                 | 0                  | 0                  | 9                  | 14                 | 3                  | 12                 | 18                 | 20                 | 18                 | 33                 |

(1921-ben és 1931-ben lakosságát Lastovo településhez számították.)

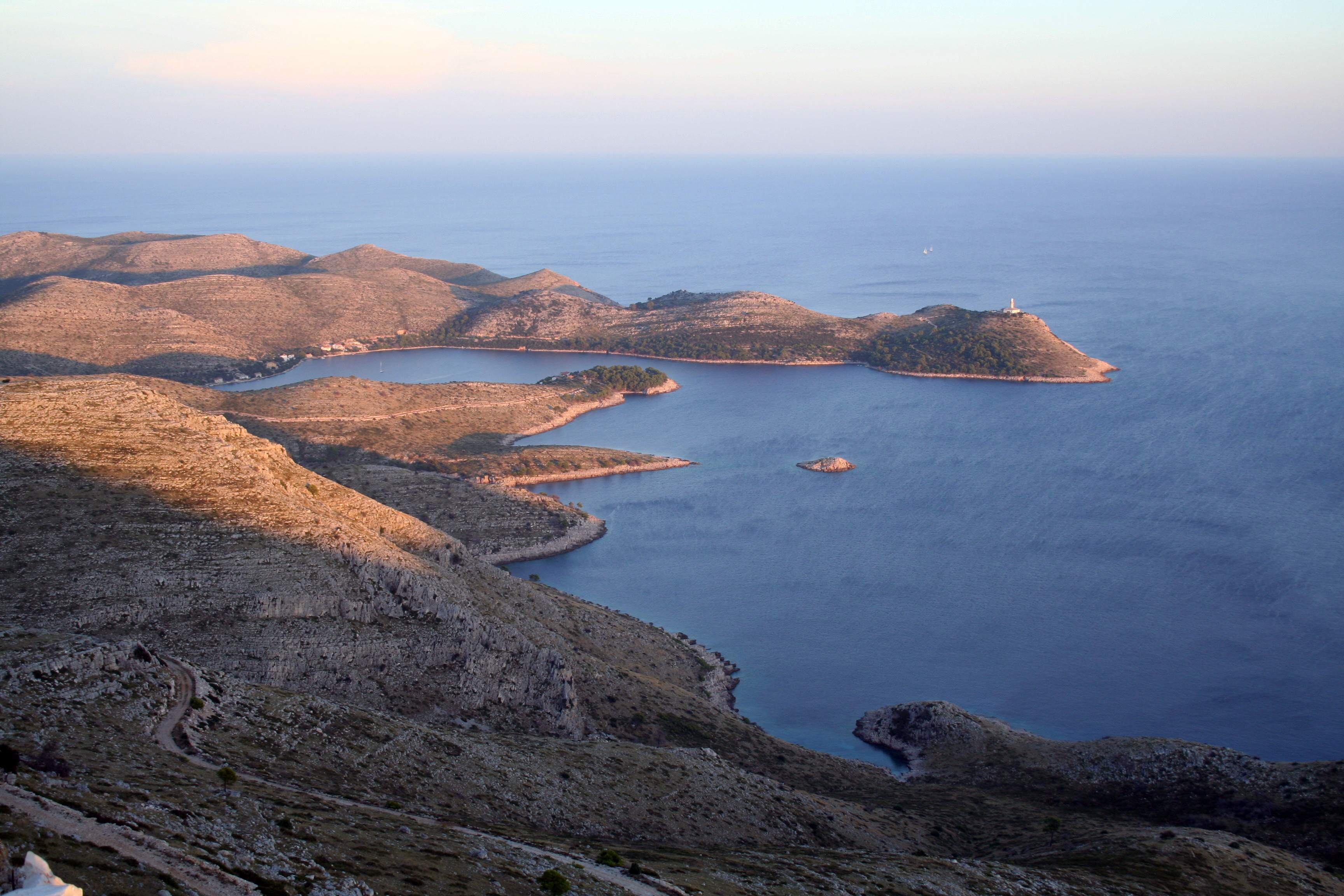
A Skrivenai Lukai-öböl bejárata a Struga-fokkal.

## Nevezetességei
- A közeli Struga-fokon található az ország második legrégibb világítótornya, melyet 1839-ben építettek a Skrivena Luka-öböl bejáratához. A torony egy meredek sziklaszirt tetején 70 méter magasságban áll. Fénye már húsz mérföldről figyelmezteti a hajósokat, hogy Lastovo szigetének közelében járnak. A sziklaszirt alatt a tengerben legyező alakú gorgonia korallok telepei találhatók, míg a sziklák között vándorsólymok figyelhetők meg.
- A falu feletti Szent Ciprián templom a 12. században épült.
- A Szent Jeromos kápolnát 1907-ben építették.
- A Lastovo-sziget déli részén, a Skrivena Luka-öböl délkeleti részén egy római villagazdaság (villa rustica) maradványai találhatók, lakó- és kereskedelmi részekkel. A falakat szabályos sorokban rakott kőtömbökből építették, ami a korai római építkezést jelzi. A szigeten számos ősi gazdasági jellegű objektumot tartanak nyilván, melyeket termőföldek közelében építettek.[4]

## Gazdaság
A lakosság fő megélhetési forrása a turizmus, a vendéglátás és a halászat.